# متروی شیراز
متروی شیراز یا قطارشهری شیراز به مجموعه خطوط فعال و در حال ساخت قطارهای شهری و تراموا در کلان‌شهر شیراز گفته می‌شود. سازمان قطار شهری شیراز و حومه مسئولیت ساخت و بهره‌برداری متروی کلان‌شهر شیراز را بر عهده دارد. با روند رو به رشد شهری در شیراز توسعه مترو در این شهر روبه رشد و تکامل می‌باشد. مترو شیراز به عنوان سومین سامانه قطار شهری در ایران پس از مترو تهران و مترو مشهد شناخته می‌شود.
خط یک مترو شیراز در ساعات پیک مسافر ۱۲۰ هزار نفر را روزانه جابه‌جا می‌کند. شبکه و خطوط مترو شیراز پس از خطوط مترو تهران دومین خطوط بزرگ مترو در کشور را دارا می‌باشد و پس از تکمیل، در افق بلند مدت قرار است سالانه بیش از دویست میلیون سفر را پشتیبانی کند. در حال حاضر خط ۱ متروی شیراز به طول ۲۴٫۵ کیلومتر در ۲۰ ایستگاه از ایستگاه متروی احسان تا ایستگاه متروی شهید دستغیب و فاز اول خط ۲ متروی شیراز در ۶ ایستگاه به طول ۸ کیلومتر در حال بهره‌برداری است؛ همچنین ادامه خط دو و خطوط سه و چهار در حال ساخت هستند. از حوادث مترو شیراز می‌توان به خودکشی ناموفق یک پسر جوان در تاریخ یک اسفند ۱۴۰۳ اشاره کرد .

## خطوط
متروی شیراز به‌طور کلی دارای ۶ خط می‌باشد که طول این شش خط جمعاً ۹۳٫۳ کیلومتر خواهد بود. در حال حاضر خط ۱ و فاز اول خط ۲ قطار شهری شیراز بهره‌برداری شده و فاز دوم خط ۲ و خطوط ۳ و ۴ در حال ساخت می‌باشد.
| رنگ    | نشانه         | خط                    | مسیر                    | ایستگاه‌هاالف | درازا (کیلومتر) | افتتاح اولیهب |
| ------ | ------------- | --------------------- | ----------------------- | ------------ | --------------- | ------------- |
| قرمز   |               | خط ۱                  | احسان به شهید دستغیب    | ۲۰           | ۲۴٫۵            | ۱۳۹۳          |
| سبز    |               | خط ۲                  | شکوفه به سلمان فارسی    | ۱۴           | ۱۵٫۱            | ۱۴۰۱          |
| قرمز   |               | خط ۳                  | میرزای شیرازی به راه‌آهن | ۸            | ۱۱٫۷            |               |
| زرد    |               | خط ۴                  | رازی به احسان           | ۱۷           | ۱۷              |               |
| زرد    | آنتنی شاهچراغ | شاهزاده قاسم به زندیه | ۶                       | ۲            |                 |               |
| نارنجی |               | خط ۵                  | کوشک میدان به کلبه سعدی | ۹            | ۱۰              |               |
| بنفش   |               | خط ۶                  | زرگری به پل غدیر        | ۱۴           | ۱۵              |               |
| کل:    | کل:           | کل:                   | کل:                     | ۸۸           | ۹۵٫۳            |               |

### خط ۱
خط ۱ متروی شیراز از میدان احسان شروع شده و با گذشتن از بلوار دکتر شریعتی، پل معالی آباد و طی کردن حاشیه بلوار شهید چمران به بلوار شاهد و با گذر از چهارراه قصردشت و پس از طی کردن تقاطع شهید مطهری (زرگری)، بلوار شهید آوینی، نمازی، میدان امام حسین (ستاد)، بلوار زند، بازار وکیل، میدان ولیعصر و بلوار مدرس به شرق شهر یعنی میدان الله (گلسرخ) در ابتدای ورودی فرودگاه شهید دستغیب شیراز امتداد دارد که این خط ۲۴٫۵ کیلومتر طول دارد که ظرفیت حمل و نقل ۱۰٬۰۰۰ نفر در ساعت را دارد. همچنین این خط ۲۰ ایستگاه زیر زمینی و یک ایستگاه همسطح دارد.

### خط ۲
خط ۲ متروی شیراز با حدود ۱۵٫۱ کیلومتر طول از میدان شکوفه در میانرود در جنوب شهر آغاز شده و پس از طی کردن قهرمانان و تقاطع کمربندی و بلوار عدالت، عادل آباد، بزرگراه رحمت، امیرکبیر، میدان بسیج (فرودگاه)، چهارراه گمرک و پانزده خرداد (پارامونت) به میدان امام حسین (ستاد) رسیده و با خط ۱ تقاطع می‌دهد و از آن پس با طی کردن پارک آزادی، میدان گاز، حر، میدان اطلسی و حافظیه، به میدان گلستان در کلبه سعدی منتهی می‌شود. این خط از میدان شکوفه تا بلوار قهرمانان به صورت هم سطح در ۲ ایستگاه و از کمربندی تا آخرین ایستگاه به صورت تونل در ۱۱ ایستگاه اجرا می‌شود. عملیات اجرایی و ساخت این خط در سال ۱۳۹۰ آغاز شده‌است. فاز یک خط ۲ در سه ایستگاه قهرمانان، امیرکبیر و امام حسین در ۱۹ بهمن سال ۱۴۰۱ افتتاح شد. در ادامه ایستگاه شهدای عادل‌آباد نیز در ۱۰ شهریور و ایستگاه‌های دولت و رحمت در ۷ اسفند ۱۴۰۲ افتتاح شدند.
این خط با خطوط ۱، ۴ و ۶ متروی شیراز به ترتیب در ایستگاه‌های امام حسین، استقلال و رحمت تقاطع دارد.

### خط ۳
خط ۳ متروی شیراز که توسعه غربی خط ۱ است به طول حدود ۱۲ کیلومتر در ۸ ایستگاه پیش‌بینی شده که پل معالی آباد را از طریق بزرگراه دکتر حسابی، به شهرک‌های شهید بهشتی، حافظ، بزین، استقلال، گلستان و ایستگاه راه‌آهن شیراز متصل می‌کند. حدود ۴ کیلومتر از ابتدای این خط به صورت تونل و مابقی مسیر به صورت همسطح اجرا خواهد شد. این خط قابل اتصال به شهر جدید صدرا می‌باشد. عملیات اجرایی و ساخت این خط در سال ۱۳۹۹ آغاز شده‌است.

### خط ۴
خط ۴ متروی شیراز به طول تقریبی ۱۷ کیلومتر از میدان احسان شروع شده و پس از طی کردن بلوار شهید رجایی در  فرهنگ‌شهر، بلوار پاسداران، بلوار استقلال، مشیر شرقی، مشیر کهنه، بلوار سیبویه و بلوار الزهرا عبور می‌نماید و در نهایت به بلوار مدرس در کنار فضیلت به اتمام می‌رسد. احداث خط ۴ متروی شیراز در ۲۳ مرداد ۱۴۰۲ مصوب شد.
عملیات اجرایی فاز یک این خط حد فاصل ایستگاه رازی تا استقلال در ۲۱ مهرماه ۱۴۰۲ آغاز شد. این فاز به طول ۵٫۶ کیلومتر با ۸ ایستگاه خطوط یک و دو را حد فاصل بلوار مدرس (ایستگاه رازی) و خیابان انقلاب (ایستگاه استقلال) به هم متصل می‌کند. در این تاریخ پروژه اتصال خطوط ۱ و ۴ مترو شیراز در مجاورت حرم احمد بن موسی (شاهچراغ) نیز با ۶ ایستگاه به طول ۲ کیلومتر آغاز به کار کرد.

### خط ۵
خط ۵ متروی شیراز در حال مطالعه است. این خط به طول تقریبی ۱۰ کیلومتر است و از بلوار نواب صفوی در شهرک کوشک میدان شروع شده و پس از طی کردن دارالرحمه، بلوار رضوان، شیشه‌گری، زینبیه، میدان ولیعصر و از آن به ترمینال کار اندیش، سلمان فارسی و در نهایت آرمگاه سعدی راه پیدا می‌کند.

### خط ۶
خط ۶ متروی شیراز در حل مطالعه است. این خط به طول تقریبی ۱۵ کیلومتر با ۱۴ ایستگاه که در راستای شرقی-غربی قرار گرفته‌ است که از تقاطع زرگری شروع شده و پس از عبور از بلوار شهید مطهری، محله کشن، بوستان جنت، پل طبقاتی کشن، بزرگراه رحمت، و میدان کوزه‌گری در پل غدیر و بلوار مدرس به پایان می‌رسد